# Homer Hasenpflug Dubs
Homer Hasenpflug Dubs, häufig auch nur Homer H. Dubs, (* 1892; † 1969) war ein britischer Sinologe amerikanischer Herkunft.
Dubs war Professor für Chinesisch an der Oxford University. Er hat sich als Übersetzer der ersten Bücher der Geschichte der früheren Han-Dynastie (History of the Former Han Dynasty; chin. Hanshu) einen Namen gemacht. Er widmete sein Schaffen auch dem Werk und der Person des chinesischen Philosophen Xunzi.

## Werke
- The history of the former Han dynasty / Ku Pan. – London, Kegan Paul, Trench, Trubner 1938–1955
  - Vol. 1 First division: the imperial annals; chapters I – V 1938
  - Vol. 2 First division: the imperial annals; chapters VI – X / Ku Pan. – Reprinted. – 1954
  - Vol. 3 Imperial annals XI and XII and the memoir of Wang Mang / Ku Pan. – 1955
- Hsüntze, the moulder of ancient confucianism, London 1927/28
  - Hsüntze, the moulder of ancient confucianism (Probsthain’s Oriental Series; 15)
  - The works of Hsüntse (Probsthain’s Oriental Series; 16) Digitalisat
- Rational Induction/An Analysis of The Method of Science and Philosophy, Chicago, University of Chicago Press 1930
- China. The Land of Humanistic Scholarship. An Inaugural Lecture delivered before the University of Oxford on February 1948, Oxford, Clarendon Press 1949